# Love Is a Four Letter Word
Love Is a Four Letter Word é o quarto álbum de estúdio do cantor norte-americano Jason Mraz, lançado em 13 de abril de 2012 pela Atlantic Records. Foram divulgados quatro singles promocionais para o disco, "The World as I See It", "The Freedom Song", "93 Million Miles" e "Everything Is Sound", entre setembro de 2011 e abril de 2012. O primeiro single oficial, "I Won't Give Up", foi liberado em 3 de janeiro de 2012 e alcançou a oitava posição na Billboard Hot 100.
O disco foi recebido de forma geralmente positiva pelos críticos especializados, obtendo uma média de 68% de aprovação no Metacritic, que se baseou em sete resenhas recolhidas. Vendeu 102 mil cópias em sua primeira semana nos Estados Unidos, o que lhe proporcionou uma estreia na segunda posição da Billboard 200.

## Arte da capa
A arte (desenho) da capa do álbum manifesta-se um tanto peculiar, com quatro figuras geométricas coloridas, representando as letras L, O, V e E.

## Lista de faixas
| N.º | Título                           | Compositor(es)                                   | Duração |  |
| 1.  | "The Freedom Song"               | Luc Reynaud                                      | 4:00    |  |
| 2.  | "Living in the Moment"           | Jason Mraz, Richard Nowels                       | 3:55    |  |
| 3.  | "The Woman I Love"               | Jason Mraz, David Hodges                         | 3:10    |  |
| 4.  | "I Won't Give Up"                | Jason Mraz, Michael Natter                       | 3:58    |  |
| 5.  | "5/6"                            | Jason Mraz, Michael Natter                       | 5:57    |  |
| 6.  | "Everything Is Sound"            | Jason Mraz, Matt Hales, Mike Daly, Martin Terefe | 4:45    |  |
| 7.  | "93 Million Miles"               | Jason Mraz, Michael Natter, Mike Daly            | 3:36    |  |
| 8.  | "Frank D. Fixer"                 | Jason Mraz, Martin Terefe, Sacha Skarbek         | 4:45    |  |
| 9.  | "Who's Thinking About You Now?"  | Jason Mraz, Eric Hinojosa                        | 4:47    |  |
| 10. | "In Your Hands"                  | Jason Mraz                                       | 4:51    |  |
| 11. | "Be Honest" (feat. Inara George) | Jason Mraz, Michael Natter                       | 3:25    |  |
| 12. | "The World as I See It"          | Jason Mraz, Richard Nowels                       | 4:02    |  |
| 13. | "Hidden Track"                   | Jason Mraz, Mike Daly                            | 4:31    |  |

| Faixas bônus no iTunes e JasonMraz.com |                                              |         |  |
| N.º                                    | Título                                       | Duração |  |
| 14.                                    | "I Won't Give Up" (demo)                     | 5:19    |  |
| 15.                                    | "The World As I See It" (live EP version)    | 8:34    |  |
| 16.                                    | "You Fckn Did It" (explicit live EP version) | 5:05    |  |
| 17.                                    | "The Woman I Love" (live EP version)         | 3:20    |  |
| 18.                                    | "I Never Knew You" (live EP version)         | 8:55    |  |
| 19.                                    | "I Won't Give Up" (vídeo)                    | 4:35    |  |

| Faixa bônus da pré-ordem no JasonMraz.com |                     |                |         |  |
| N.º                                       | Título              | Compositor(es) | Duração |  |
| 20.                                       | "Collapsible Plans" | Jason Mraz     | 5:15    |  |

## Paradas musicais
| Parada (2012)                   | Melhor posição |
| ------------------------------- | -------------- |
| Austrália (ARIA)                | 23             |
| Bélgica (Ultratop - Flanders)   | 37             |
| Bélgica (Ultratop - Valônia)    | 52             |
| Escócia (Scottish Albums Chart) | 5              |
| Estados Unidos (Billboard 200)  | 2              |
| Irlanda (IRMA)                  | 19             |
| Nova Zelândia (RIANZ)           | 25             |
| Noruega (VG-lista)              | 29             |
| Países Baixos (MegaCharts)      | 2              |
| Reino Unido (OCC)               | 2              |

## Histórico de lançamento
| Região         | Data                | Formato(s)           | Gravadora |
| -------------- | ------------------- | -------------------- | --------- |
| Alemanha       | 13 de abril de 2012 | CD, download digital | Atlantic  |
| Reino Unido    | 16 de abril de 2012 | CD, download digital | Atlantic  |
| Estados Unidos | 17 de abril de 2012 | CD, download digital | Atlantic  |
| Brasil         | 5 de maio de 2012   | CD, download digital | Warner    |